# Domen Dornik
Domen Dornik (Trbovlje, 5 de noviembre de 1991) es un deportista esloveno que compite en triatlón y acuatlón. Ganó una medalla de bronce en el Campeonato Europeo de Acuatlón de 2017, y una medalla de bronce en el Campeonato Europeo de Triatlón de Media Distancia de 2019.

## Palmarés internacional
| Campeonato Europeo | Campeonato Europeo      | Campeonato Europeo | Campeonato Europeo |
| Año                | Lugar                   | Medalla            | Prueba             |
| ------------------ | ----------------------- | ------------------ | ------------------ |
| 2017               | Bratislava (Eslovaquia) | Medalla de bronce  | Individual         |

| Campeonato Europeo | Campeonato Europeo    | Campeonato Europeo | Campeonato Europeo |
| Año                | Lugar                 | Medalla            | Prueba             |
| ------------------ | --------------------- | ------------------ | ------------------ |
| 2019               | Târgu Mureș (Rumania) | Medalla de bronce  | Individual         |